# 都甲制
都甲制，为明、清行政区划，县下设置“都”，都下设置“甲”，一般以序数命名，分别为一都、二都……以及Ｘ都一甲、Ｘ都二甲……，征收田赋（俗称钱粮），是都甲的主要任务。
“都”起源于北宋保甲法。北宋熙宁三年（ 1070）实行保甲法，《宋史》记载：“熙宁初，王安石变募兵而行保甲，帝从其议。三年，始联比其民以相保任，乃诏畿内之民，十家为一保，选主户有干力者一人为保长；五十家为一大保，选一人为大保长；十大保为一都保，选为众所服者为都保正，又以一人为副。”每一都为五百家。熙宁六年（ 1073）修改《保甲条例》，保甲规模减半：“开封府界保甲，以五家相近者为一保，五保为一大保，十大保为一都保，但及二百户以上并为一都保，其正长人数且令依旧，即户不及二百者，各随近便并隶别保，诸路依此。”每一都为两百五十家。

民国时期，都改为乡或镇。以长沙为例，旧善化县，原分一至九都；旧长沙县，原分十都。
民国初年，经國民大会议决，一律改为镇乡。人口满五万以上者称镇，不足五万者称乡。
但在某些地方，这种地名仍舊一直保存下来了，如江西省广丰县十都村（十都大屋今为江西最大的古民宅）、浙江省江山市廿八都镇、浙江省温州市七都镇（今七都街道）等。